# Tony Adams
Tony Alexander Adams, MBE, angleški nogometaš in trener, * 10. oktober 1966, Romford, London, Anglija, Združeno kraljestvo.
Adams je svojo celotno mladinsko, med letoma 1980 in 1983, ter člansko kariero, med letoma 1983 in 2002, igral za Arsenal, za katerega je odigral 504 prvenstvene tekme in dosegel 32 golov, med letoma 1988 in 2002 je bil klubski kapetan. S klubom je osvojil naslov prvaka v Premier League v sezonah 1988/89, 1990/91, 1997/98 in 2001/02, FA pokal v sezonah 1992/93, 1997/98 in 2001/02, ligaški pokal v sezonah 1986/87 in 1992/93, angleški superpokal v letih 1991, 1998 in 1999 ter Pokal pokalnih zmagovalcev v sezoni 1993/94.
Za angleško reprezentanco je med letoma 1987 in 2000 odigral 66 uradnih tekem in dosegel pet golov, med letoma 1994 in 1996 je bil reprezentančni kapetan. Nastopil je na Svetovnem prvenstvu 1998 ter evropskih prvenstvih v letih 1988, 1996 in 2000. Leta 1996 se je z reprezentanco uvrstil v polfinale evropskega prvenstva.
Po končani karieri deluje kot trener, v letih 2003 in 2004 pri Wycombe Wanderersih, v letih 2008 in 2009 pri Portsmouthu ter v letih 2010 in 2011 v pri Gabali.